# كيونت
كيونت (بالإنجليزية: QNet) أو كويست نت (بالإنجليزية: QuestNet) أو جولد كويست (بالإنجليزية: GoldQuest) هي شركة بيع مباشر مقرها هونغ كونغ مملوكة من قبل مجموعة كيو آي. تشمل منتجات الشركة الطاقة وإدارة الوزن والتغذية والعناية الشخصية والعناية المنزلية وإكسسوارات الأزياء على منصة التجارة الإلكترونية.
تعمل بشكل قانوني في بعض البلدان، ولكن تم اتهامها بسلسلة بونزي والتسويق الشبكي في دول مثل الهند. قامت حكومة الهند وهيئة تنظيم الاتصالات الهندية بحظر الموقع في البلاد بعد انتشار احتجاج في بنغالور.
تميل عملياتها إلى منح حق الامتياز لشركات محلية، مما يسمح للمكتب الرئيسي بالكسب مع إعفائه من مسؤولية قضايا الاحتيال المحلية والوطنية.

## اتهامات وانتقادات

### اتهامات الشركة بالاحتيال
يُثار الكثير من الجدل حول شركة كيونت وذلك فيما يتعلق بمنتجاتها أو مصداقيتها في عملية التسويق الشبكي وممارسة عملية النصب المعروفة بالنموذج الهرمي (سلسلة بونزي) حيث مُنِعت وجُرمت في العديد من الدول بتهمة ممارسة نظام هرمي كما ذكرت العديد من الصحف العالمية والتقارير الصحفية المصورة والمنظمات الرسمية حيث أدرجها السيد كاميرون ثومبسون ضمن بعض شركات التسويق الهرمي في إحدي جلسات البرلمان الأسترالي. كما أعدت قناة برس تي في الإيرانية تقريراً مكتوباً ومصوراً عن الكوارث الاقتصادية التي ألحقتها الشركة بإيران، كماأعدت قناة فرانس 24 الإخبارية تقريراً عن بداية عمل الشركة غير المشروع في أفريقيا. بالإضافة إلى ذلك، كانت بعض الصحف العالمية قد نشرت أخبار غلق وتجريم الشركة وأحداث القبض على مديريها بتهمة الاحتيال في العديد من الدول منها:
- الهند،[13] حيث منع مرفق تنظيم الاتصالات الهندي عام 2018 الوصول لموقع كيونت بعد مظاهرات عارمة في بنغالور.[14][15][16]
- سريلانكا[17]
- نيبال[18]
- الفلبين[19]
- إندونيسيا[20][21]
- رواندا[22]
- تركيا[23][24][25][26]
- بوتان[27]
- إيران[11][28][29]
- سوريا[30][31][32]

شركة كيونت ما زالت معترفة بهذا الاسم وتدرجه ضمن أسماء الشركة المملوكة لها والممنوع استعماله من قبل أي ممثل لها لأغراض شخصية، وهذا في البند (C) في صفحة 19 النسخة العربية وصفحة 20 النسخة الإنجليزية من ملف السياسات والإجراءات الخاص بالشركة.

## حكم الإسلام في تعاملات كيونت
صدرت العديد من الفتاوي من قبل لجان إفتاء وعلماء دين مسلمين بخصوص الشركات التي تتعامل بنظام التسويق الشبكي أو التسويق الهرمي، حيث أن أول الشركات التي اتصلت بالثقافة الإسلامية في هذا المجال كانت شركات تسويق هرمي متسترة تحت اسم التسويق الشبكي، وحكم الشريعة الإسلامية بصددها، وتفيد هذه الفتاوي أن التعامل بطريقة التسويق الشبكي حرام شرعاً لما تتضمنه من الربا والغرر وأكل أموال الناس بالباطل والغش والتدليس والتلبيس ولأنها تقوم علي العمولات وليس المنتج. وقد صدرت فتوى تحلل التعامل بالنظام الشبكي لكيونت صادرة عن دار الإفتاء المصرية والتي تم وقف التعامل بها، ثم صدرت عن الدار نفسها فتوى لاحقة تحرم التعامل مع الشركة، وما زالت الفتوى سارية حتى تاريخ 31 يناير لسنة 2012، كما أكدت دار الإفتاء المصرية أنه قد تم الرجوع لكل من له صلة بالمعاملة وأيضاً لخبراء الاقتصاد في بحثهم لإصدار فتوى التحريم الأخيرة، إلا أن الشركة قد توجهت بسؤال عن البيع عموماً إلى الجامع الأزهر وعلى أساسه أصدر فتوى بتاريخ 21 ديسمبر 2011 ورقم الفتوى 548 توضح طرق البيع وشروطه، ولم تذكر الفتوى أي شيء عن التعامل بنظام التسويق الشبكي أو التعامل مع شركة كيونت على وجه الخصوص، فالشركة في سياق هذه الفتوى هي سائل السؤال فقط.
هذه قائمة ببعض دور الإفتاء والهيئات الإسلامية التي خلصت لعدم جواز معاملات الشركة وتحريمها:
- دار الإفتاء المصرية.[39][40]
- فتوي وزارة الأوقاف الكويتية.[41][42]
- دار الإفتاء والتدريس الديني بحلب في سوريا.[43][44]
- دار الإفتاء الفلسطينية.[45][46]
- حكم عمل شركة كويست نت بالسودان.[47]
  - رد الدائرة الاقتصادية في شكوي وكيل شركة كويست نت للنائب العام ضد المجمع.[48]
  - مخالفة شركة كويست نت لشروط العمل بالسودان.[49]
- فتوي الشيخ علي السالوس، رئيس الهيئة الشرعية للحقوق والإصلاح.[50][51]
- اللجنة الدائمة للبحوث العلمية والإفتاء بالسعودية.[35][52]
- إسلام ويب (وزارة الأوقاف والشؤون الدينية بقطر).[53]
- لجنة الفتوى بـجماعة أنصار السنة المحمدية بمصر.[54]
- فتوى أحمد بن صالح بن علي بأفضل، عضو مجلس الإفتاء بتريم، اليمن.[55]
- المرجع الشيعي علي السيستاني.[56]

## التاريخ

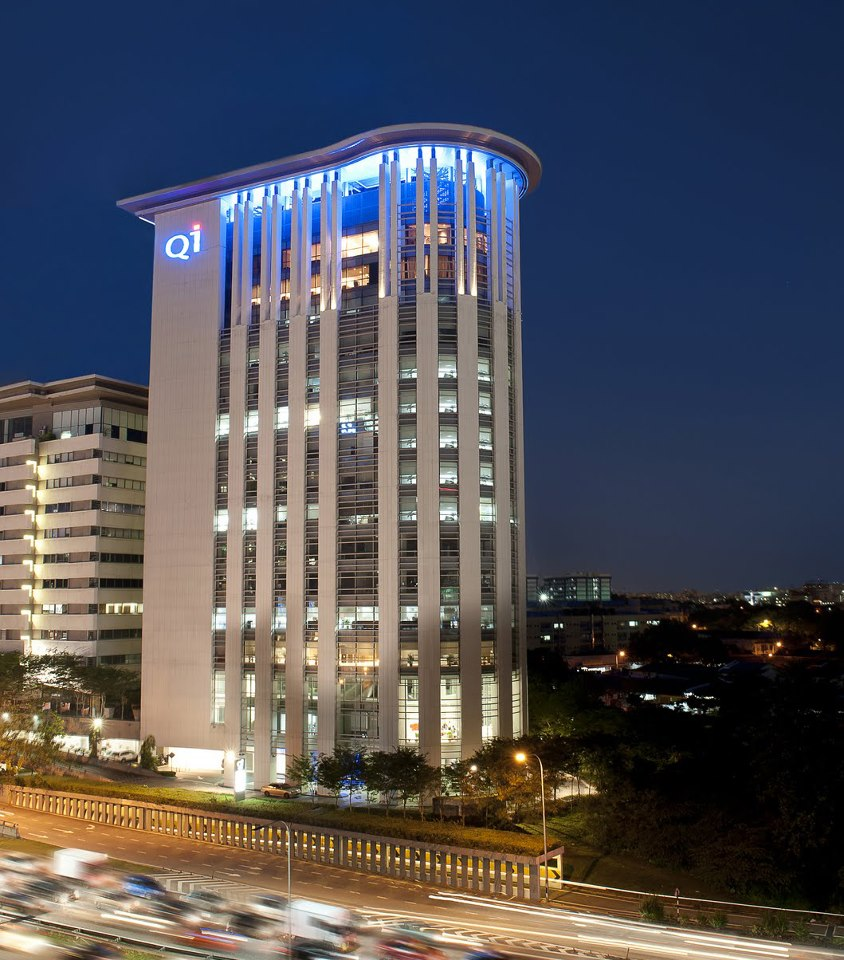
مركز الدعم العالمي لمجموعة Qi (برج Qi) في بيتالينج جايا.

تأسست كيونت في عام 1998 في هونغ كونغ على يد رجل الأعمال فيجي إسواران وجوزيف بيسمار. على الرغم من ولادته ونشأته في ماليزيا، إلا أن إسواران تابع تعليمه العالي في المملكة المتحدة حيث تعلم كيفية عمل خطط التسويق متعددة المستويات. عمل بعد ذلك في الفلبين في شركة تسويق متعددة المستويات.
بدأت شركة كيونت إبان الأزمة المالية الآسيوية وبالتزامن مع ما كان يُعرف بوقت «انفجار فقاعة الدوت كوم» بينما كانت الأعمال التقليدية والأعمال القائمة علي الإنترنت عبر أرجاء آسيا تُغلِق أبوابها،  ثم دمجت كيونت قدرات الإنترنت والتجارة الإلكترونية مع نموذج عمل التسويق الشبكي. عُرفت الشركة في البداية باسم GoldQuest ثم QuestNet. صنعت عملات تذكارية حسب الطلب ثم بدأت في بيع المجوهرات والساعات. في عام 1999، وسعت كيونت عملياتها لتشمل ماليزيا وسنغافورة وبدأت شراكة مع B.H. Mayer's Mint، وهي منشأة مقرها ألمانيا.
في عام 2000، كانت شركة كيونت الموزع الرسمي للعملات المعدنية التذكارية لدورة الألعاب الأولمبية في سيدني، كما كانت أيضاً الموزع في أولمبياد أثينا 2004 وألعاب بكين الأولمبية لعام 2008.
قامت الشركة بتوسيع عملياتها لتشمل دبي والهند وإندونيسيا وتايلاند في عام 2001. بدأت كيونت في تنويع منتجاتها في عام 2002 إلى العطلات والإجازات من خلال الشراكة مع العلامة التجارية QVI Club. خلال هذا الوقت، أعلنت الشركة أيضاً أنها كانت الموزع الرسمي للعملات المعدنية خلال كأس العالم 2002 وقامت بالتوسع في أوروبا وأستراليا وسريلانكا. في عام 2006، بدأت كيونت بتسويق منتجات الطاقة والصحة والتغذية، ومن 2007 إلى 2012، زادت مبيعات كيونت المباشرة بنسبة 70٪.
من عام 2009 إلى عام 2012، كانت كيونت الراعي الرسمي لالاتحاد الآسيوي لكرة القدم من خلال دوري أبطال آسيا. في عام 2010، دخلت الشركة في شراكة مع Virgin Racing. في أواخر عام 2012، حصلت كيونت على شهادة الخصوصية من TRUSTe.
في عام 2013، أعلنت شركة كيونت عزمها على تحويل عمليات التصنيع إلى الهند وفتح مكتب لها في روسيا. حصل برج QI التابع للشركة في ماليزيا على جائزة Green Mark Gold من هيئة البناء والتشييد (BCA) لعام 2013. في عام 2014، بدأت شركة كيونت شراكة لمدة ثلاث سنوات مع نادي مانشستر سيتي لكرة القدم لتصبح شريك البيع المباشر الرسمي للنادي. ثم تم توسيع الصفقة في عام 2017، وتم تمديدها لمدة خمس سنوات أخرى في عام 2020، ووقعت اتفاقية مماثلة مع الاتحاد الأفريقي لكرة القدم في 2018.
غيرت كيونت اسمها عدة مرات وأطلقت على الأقل 76 شركة (وفقاً لأمر محكمة بومباي العليا الصادر في مايو 2016)، غالباً لبيع منتجات أقل شهرة تصنعها شركات أصغر باستخدام نموذج تسويق متعدد المستويات / مبيعات مباشرة. وتعلم الشركة الأشخاص العاديين (IR بلغة كيونت) كيفية بيع هذه المنتجات (غالباً من خلال ورش العمل)، حيث يحصل البائعون على عمولات عن كل بائع / مشتر جديد يتم جلبه.
منذ افتتاحها في عام 1998، قامت كيونت (كويست نت في ذلك الوقت) بالترويج للعملات الذهبية والفضية، رغم كون أعمال جمع العملات المعدنية محظورة في بعض البلدان. على الرغم من تسجيلها في هونغ كونغ، إلا أن الشركة لم تعمل هناك أو في الصين، حيث تتركز قاعدة عملائها في الهند وعدد قليل من البلدان الأفريقية. بعد سنوات قليلة غيرت شركة كويست نت اسمها إلى كيونت وقدمت منتجات إضافية عبر نظام التسويق متعدد المستويات. تروج لمنتجاتها باستخدام إدعاءات من قبيل: «هذا لن يجتاز الحشد الرسمي في معظم أنحاء العالم». على الرغم من الإدعاء بأن عمل الشركة قائم على التجارة الإلكترونية، إلا أنه لا يمكن لعميل التجزئة العادي شراء منتج إلا إذا كان لديه معرف مرجعي لممثل كيونت مستقل. استخدمت كيونت مواقع ويب مثل www.كيونتindia.in وwww.كيونتindia.net وwww.كيونت.net وwww.questnet.net للترويج لخدماتها، لكن تم حظر هذه الأخيرة من قبل فريق الاستجابة لطوارئ الكمبيوتر الهندي (CERT) بعد أمر من المحكمة. مواقع أخرى مثل portal.كيونتindia.net، قيد التحقيق.
على الرغم من الشكاوى، تواصل الشركة العمل في عدة دول بما في ذلك الهند، وتبيع منتجاتها باستخدام نموذج تسويق متعدد المستويات، حيث يقوم الممثلون المستقلون بإحالة المنتجات إلى المستهلكين والحصول على تعويض بناءً على حجم مبيعات الإحالات الخاصة بهم وحجم مبيعات الممثلين المستقلين الآخرين في فرقهم.
تعمل الشركة في أكثر من 30 دولة ولها مكاتب في إندونيسيا وماليزيا وهونج كونج والفلبين والإمارات العربية المتحدة وتايلاند وتايوان وفيتنام والمملكة العربية السعودية ومصر وكوت ديفوار ورواندا مع شركات امتياز في الهند، سنغافورة وتركيا.
تم رفع دعوى قضائية على الشركة من قبل كل من مصر، رواندا، وسريلانكا[هل المصدر موثوق به؟] بزعم تطبيق مخطط هرمي قائم على المنتج. تخضع الشركة وامتيازها Vihaan للتحقيق في الهند. رفضت محكمة بومباي العليا طلب الكفالة الاستباقي لمديري شركة Vihaan Direct Selling Pvt Ltd، وهي إحدى شركات كيونت، والتي تضمنت بطل العالم للهواة في البلياردو مايكل فيريرا بعد أن رفضته المحكمة المدنية العليا في وقت سابق. كانوا يواجهون تهم الغش والتزوير ولاحظت المحكمة أن «الخداع والاحتيال يتم تمويههما تحت مسمى التسويق الإلكتروني والأعمال». كما وصفتها محكمة دلهي العليا بأنها عملية احتيال متعددة الضحايا ورفضت إلغاء FIR ضد مديري الامتياز الهندي لشركة كيونت المسمى Vihaan Direct Selling Private Limited. وصف مكتب التحقيق في الاحتيال الخطير، في تقريره عن GoldQuest وQuestNet India، مخططات التسويق متعدد المستويات (MLM) التي يديرها المشغلون في الخارج بأنها «تهديد محتمل للأمن القومي». أمرت حكومة الهند مكتب التحقيق في الاحتيال الخطير برفع دعوى ضد شركة GoldQuest International وQuestNet Enterprise بموجب قانون الشركات وقانون العقوبات الهندي. إلا أن الشركة نفت هذه المزاعم.
في عام 2018، أصبحت كيونت الشريك الرسمي للبيع المباشر لدوري الكاف لأبطال أفريقيا توتال، كأس كونفدرالية الكاف توتال وكأس السوبر توتال للكاف.
في عام 2019، تم إعلان مالو كالوزا رئيسة تنفيذية جديدة لشركة كيونت، لتصبح أول سيدة تشغل هذا المنصب.
في نوفمبر 2021، أعلنت كيونت عن برنامج Green Legacy بالشراكة مع EcoMatcher بهدف زراعة ثلاث غابات جديدة في ثلاثة بلدان، حيث انطلقت المرحلة الأولى من البرنامج من خلال زراعة غابات جديدة تضم 1000 شجرة في كل من الإمارات العربية المتحدة وكينيا والفلبين بهدف حماية الطبيعة من خلال زراعة الأشجار التي تساعد على تحسين النظم البيئية المحلية وتوليد سبل عيش مستدامة من الزراعة والغابات للمجتمعات المحلية.
في فبراير 2022، أطلقت كيونت منصة Qlearn لتقديم خدمات تعليمية رقمية.
في رمضان 2022، في المغرب، تعاونت «كيونت» مع مؤسسة «عطاء» ATAA الخيرية، التي تعتبر مؤسسة غير ربحية. يهدف هدا التعاون إلى توزيع 100 بطاقة مسبقة الدفع، تبلغ قيمة كل منها 700 درهم مغربي، على الأُسر الضعيفة مالياً، بهدف تمكينها من التواصل مع أحبائها خلال شهر رمضان ودفع تكاليف الخدمات الأساسية. كما نظمت بالتعاون مع مؤسسة باب ريان بالمغرب، العديد من الورش التربوية لرعاية الأطفال المعوزين، وتهدف الورش للرفع من مستوى فهم الأطفال للقضايا البيئية، وتربيتهم على أهمية المحافظة على الماء العذب، وتزويدهم بمعلومات عن مكافحة التغير المناخي.
في أبريل 2022، شاركت كيونت في فعاليات الأسبوع العالمي للمياه، كما شاركت في المنتدى العالمي للمياه في داكار بالسنغال في نسخته التاسعة والذي يهدف إلى تناول قضية المياه على مستوى العالم وينظمه مجلس المياه العالمي.
في 17 يوليو 2022، احتفالا باليوم العالمي للشباب، قامت كيونت بتنظيم ورش عمل للارتقاء بمهارات الشباب وتعزيز مستويات الكفاءة لديهم في مجال ريادة الأعمال.
في غشت 2022، أعلنت كيونت اطلاق مشروعا نموذجيا للتثقيف المالي يدعى «FinGreen» في نيجيريا وتركيا مع وجود خطط للتوسع في اطلاقه بعدد من بلدان الشرق الأوسط وأفريقيا في مقدمتها مصر والمغرب يستهدف هذا المشروع تعزيز الشمول المالي وخاصة في الشريحة السكانية الأكثر تهميشاً في المجتمعات.
في نفس الشهر، قامت «كيونت» بتنظيم أمسية في دولة الإمارات العربية المتحدة، بالتعاون مع مجموعة «سيرغاز» SERGAS، المزوّد الرائد لحلول الغاز في منطقة الشرق الأوسط، وذلك للاحتفاء برمضان مع أكثر من 150 من العمّال في سكن عمال شركة «سيرغاز» في الشارقة.
في رمضان 2023، تعاونت كيونت مع العديد من المؤسسات منها مؤسسة مصر الخير ومقرها مصر للمشاركة في حملة إفطار صائم، كما ساهمت بتنفيذ العديد من المبادرات في أكثر من 30 دولة، منها مبادرة المليار وجبة في الإمارات العربية المتحدة والتي تهدف إلى إطعام مليار أسرة محرومة في 30 دولة خلال شهر رمضان 2023.
في سبتمبر 2023، احتفلت كيونت بالذكرى السنوية الخامسة والعشرين لتأسيسها ضمن مؤتمرين متعاقبين عقدا في مركز مؤتمرات Setia SPICE ببينانج، ماليزيا. اجتذب المؤتمرحوالي 12000 مندوب من أكثر من 50 منها الإمارات وسريلانكا والمملكة العربية السعودية وموريشيوس والتبت والهند وماليزيا وغانا ونيجيريا وباكستان وكندا. في نفس الشهر نظمت كيونت مؤتمرين متتاليين في مدينة بينانق، ماليزيا أستمرا لمدة 5 أيام للاحتفال بالذكرى الخامسة والعشرين لتأسيس الشركة، وحضر المؤتمر 20 ألف مشارك من 20 دولة.
في أكتوبر 2023، اشتركت كيونت وشركة J. A. آبراهامز وشركاه في إطلاق برنامج "Fingreen" في غانا. تهدف هذه المبادرة إلى تمكين 1000 من الشباب وأصحاب الأعمال الصغيرة من خلال توفير المعرفة والمهارات المالية الأساسية في خمس مناطق وهي إقليم أكرا الكبرى، والشرقية، والوسطى، وفولتا، وأشانتي.
في 20 نوفمبر 2023، احتفلت كيونت باليوم العالمي للطفل بمبادرات لصالح الشباب في منطقة الشرق الأوسط وشمال أفريقيا. كما أطلقت الشركة عملية لنشر 50 متطوعاً يعملون في مراكز مختلفة للأطفال ذوي الاحتياجات الخاصة في دبي. في الفترة من 13 إلى 17 أكتوبر 2024، شاركت كيونت في فعاليات أسبوع القاهرة الدولي للمياه في دورته السابعة المنعقدة تحت شعار "المياه والمناخ: بناء مجتمعات قادرة على الصمود".

## نموذج العمل

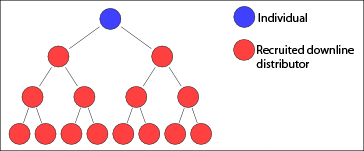
هيكل شجرة ثنائية نموذجي يوضح التسويق متعدد المستويات، حيث يحصل الفرد الأزرق على تعويض من مبيعات الأعضاء ذوي اللون الأحمر في الأسفل.

يمكن للعملاء أن يختاروا أن يصبحوا «ممثلين مستقلين» (IRs) للشركة عن طريق دفع 10 دولارات أمريكية لمجموعة أدوات اشتغال ومكتب عبر الإنترنت. يتلقى الممثلون المستقلون عمولة قدرها 250 دولاراً بعد أن يقدموا المنتجات إلى ستة أشخاص، ويضعوا ثلاثة أشخاص على يسارهم وثلاثة أشخاص على يمينهم، وهو ما يُوصف ب«السيقين» الاثنين. عندما يقدم الممثل المستقل عميلاً جديداً ليصبح ممثلاً مستقلاً، يستفيد الممثل المستقل الأصلي (من خلال تلقي نقاط المكافأة) من نجاح المُجند. تتراكم نقاط المكافأة هذه على ساق واحدة فقط، ويجب على الممثل المستقل بعد ذلك إيجاد مجندين للساق الأخرى من أجل تلقي العمولات.
وصفت العديد من الكيانات الحكومية نموذج أعمال كيونت بأنه مخطط هرمي: يربح المشاركون الأوائل المال، لكن كلما ازداد عدد الممثلين المستقلين، يصبح العثور على المزيد من الممثلين المستقلين للانضمام أمراً صعباً أو مستحيلاً؛ لا يكسب الممثلون المستقلون الذين ينضمون في الأخير ما يكفي لتغطية نفقاتهم الأولى وينهار النموذج.
وفقاً للمتحدث الرسمي، على الرغم من عدم تحصيل رسوم الاشتراك، فقد تكون هناك حاجة لعملية شراء. قد يكون هذا في شكل بيع منتج مؤهل لعميل تجزئة أو عن طريق الممثل الجديد الذي يقوم بعملية شراء مؤهلة.

## المنتجات
تقوم الشركة بتسويق العديد من المنتجات التي لا تحمل علامة تجارية بما في ذلك أجهزة تنقية الهواء ومستحضرات التجميل والصابون والمنظفات والعملات التذكارية. في البداية قامت الشركة ببيع عملات ذهبية تذكارية لكنها قامت بتوسيع منتجاتها لتشمل السفر في عام 2002. بحلول عام 2006، انتقلت شركة كيونت إلى تسويق وبيع «المنتجات الطموحة»، والتي تدعي أنها تعزز الطاقة والصحة والتغذية. وفقاً لإسواران، تمثل هذه الأنواع من المنتجات 30٪ من مبيعات كيونت. قدمت الشركة «منتجات تعزز الحياة» مثل نظام تنقية المياه المحمول وجهاز تنقية الهواء، والتي تزعم شركة كيونت أنها يمكن أن تصلح مشاكل التلوث في المنازل.
تندرج بعض منتجات الشركة تحت صنف «الصحة»، مثل Amezcua Bio Disc (الذي يُكتب أيضاً BioDisc وBioDisk). وفقاً لإعلان Quest Net، يخلق القرص مجال طاقة «مؤثراً على الماء» يساعد على «تقليل التوتر وتحسين النوم». تدعي الشركة أن الدكتور إيان ليونز من اخترعها، لكن منشوراته البحثية غير معروفة. تُعتبر شركة Schott AG الشركة المصنعة للزجاج الصناعي الوحيدة التي تصادق على إنتاج Biodisc، ولكنها لا تعكس إعلان كيونت بأنها «تخلق مجال تأثير طاقة». تم تقييم القرص الحيوي Amezcua Bio Disc من قبل منشآت بحثية في ألمانيا والهند واليابان. تلقى المنتج فحصاً دقيقاً من العديد من العلماء والمعلقين الإعلاميين والهيئات الرقابية.
في عام 2016، أعلنت QI الفرعية أنها ستبدأ في بناء مدينة QI، وهو مشروع متعدد الاستخدامات في ماليزيا. كان من المقرر الانتهاء منه في عام 2020، ويتألف من مستشفى تعليمي بسعة 840 سريراً، و768 وحدة سكنية، ومركزاً للمؤتمرات، وفندقاً بسعة 460 سريراً. التطوير هو موقع حرم جامعة كويست الدولية في بيراك.
قامت كيونت ونادي مانشستر سيتي منذ استحواذ كيونت على الشركة المصنعة للساعات Cimier، باصدار ثلاثة مجموعات من ساعات CIMIER-QNETCity.
في أكتوبر 2021، أعلنت كيونت عن إنشاء خط إنتاج المياه HomePure Complete، والذي يتضمن نظام تنقية المياه HomePure Nova، والذي تم اعداده نتيجة 10 سنوات من البحث من قبل العلماء في كوريا الجنوبية، وجهاز تنقية الهواء HomePure Zayn ثم النسخة المتطوره HomePure Zayn 6-Stage Antivirus، الذي أعلنت الشركة عن اطلاقه عام 2023.
في ديسمبر 2023، أعلنت كيونت عن إطلاق مجموعة ساعات OMNI تحت علامتها السويسرية برنارد إتش مايرز (Bernhard H. Mayer)، والتي تصنع باستخدام مواد معاد تدويرها ومعتمدة بيئياً.

## استحوازات
في عام 2005، استحوذت كيونت على شركة الاتصالات البريطانية QI Comm. كما أعلنت الشركة أن لديها أكثر من مليون موزع مستقل أثناء طرح مجلة aspIRe. وفي عام 2006، استحوذت كيونت على Prana Resorts and Spa، وهو منتجع عطلات نباتي في كوه ساموي. استحوذت كيونت أيضاً على الشركة السويسرية Cimier وهي شركة مصنعة للساعات تم إنشائها في عام 1924. في عام 2007، استحوذت مجموعة QI على Down To Earth (DTE)، وهي سلسلة متاجر صحية عضوية نباتية في هاواي.
في سنة 2017، أعلنت كيونت في بيان صحفي استحواذها على شركة برنارد إتش مايرز (بالأنجليزية: Bernhard H. Mayer) مع عدد من الشركاء، وهي شركة سويسرية تم إنشائها في عام 1871 كمؤسسة عائلية مصنعة للساعات.
مع احتفاظ الشركة باسمها برنارد إتش مايرز بإدارة شركة كيونت. ماركة برنارد إتش مايرز مُسجّلة بتاريخ مايو 2007 وشطب تسجيلها في يوليو 2015. جرت محاولة لإعادة تسجيلها في يونيو 2017 إلا أنها انتهت بفشل التسجيل في فبراير 2019.

## رعاية ودعاية
- احتفلت شركة كيونت كونها الراعي الرسمي للاتحاد الأفريقي لكرة القدم والشريك الرئيسي لمسابقات أندية كرة القدم في أفريقيا منذ عام 2018 والتي تتضمن دوري أبطال أفريقيا، وكأس الكونفيدرالية الأفريقية، وكأس السوبر الأفريقي. في عام 2021، قامت كيونت بالإعلان عن توقيع عقد رعاية عدة مباريات تأهيلية في منطقة أفريقيا لكأس العالم 2022.
- في عام 2018، أعلن نادي مانشستر سيتي لكرة القدم للسيدات، شراكته مع شركة البيع المباشر الدولية كيونت. تضمنت المرحلة التالية من الشراكة عيادات كرة القدم العالمية التي يقودها مان سيتي وفرصاً للتواصل مع زملائه البائعين المباشرين في جميع أنحاء العالم.[148][149]
- أطلقت شركة كيونت، المجموعة الثالثة من الساعات السويسرية، إلى جانب الساعة العاشرة من سلسة ساعات كيونت سيتي السويسرية، وذلك في إطار تعزيز تعاونها مع نادي مانشستر سيتي لكرة القدم، وفي عام 2021، أطلقت QNET إصدارًا محدودًا من ساعة QNETCity Champions.[150][151]
- أصبحت شركة كيونت هي الشريك الإعلاني الرسمي للبيع المباشر لنادي مانشستر سيتي لكرة القدم،[152] لدوري باركليز الممتاز موسم 2013-2014.
- قامت شركة كيونت برعاية نجوم راشد من مركز راشد للمعاقين في دبي في ضوء برنامج خاص للتبادل الثقافي مع مدرسة Taarana، وهي مدرسة لذوي الاحتياجات الخاصة في ماليزيا سنة 2013-2014.[153]
- أصبحت شركة كيونت الراعي الرئيسي لفريق الرجبي بنادي هونج كونج لكرة القدم (HKFC) ونادي المحرق لكرة السلة في البحرين عام 2010-2009.
- وقعت شركة كيونت اتفاقاً مع لاعب كرة الكريكيت وصاحب الرقم القياسي العالمي، موتياه موراليثاران، ليصبح سفير المنتجات الرسمي لشركة كيونت بعد دقائق من فوزه بلقب صاحب أعلى رقم قياسي لأخذ رميات المرمى في تاريخ الكريكيت في المباريات التجريبية ومباريات One-Day International عام 2010-2009.
- أقامت شركة كيونت شراكة مع World Vision International وتبرعت بمبلغ 110،000 دولار أمريكي لرعاية 121 طفل محروم في 11 بلد عام 2009.
- أصبحت شركة كيونت راعياً لدورة Yonex-Sunrise Hong Kong Open Badminton Super 2009 السوبر المفتوحة لتنس الريشة، المعترف بها من الاتحاد الدولي لريشة الطائرة (BWF).
- صارت الشركة داعم البيع المباشر الرسمي لدوري أبطال آسيا خلال المواسم من 2009 إلى 2012.
- عُينت شركة كيونت للمرة الثالثة موزعاً رسمياً للعملات المعدنية التذكارية بالألعاب الأوليمبية تزامناً مع دورة الألعاب الأوليمبية بكين 2008.
- فاز فريق CIMB Team QI-Meritus الذي كانت ترعاه كيونت ببطولة سلسلة BMW Asia في عام 2007 في شنغهاي بالصين.
- أعلنت الشركة عن رعايتها لفريق Team Meritus، وهو فريق ماليزي لسباق السيارات،[154] وأصبحت راعياً لمنتدى أعمال اجتماع رؤساء حكومات الكومنولث في عام 2007.[155][156]
- قامت شركة كيونت برعاية المعسكر التدريبي الهام في سويسرا للمنتخب البرازيلي لكرة القدم في عام 2006 قبل بطولة كأس العالم 2006.
- قامت الشركة مؤخراً بتنظيم حفل سنوي كبير في مصر بحضور المطرب عمرو دياب والفنان عزت أبو عوف.[157][158][159][160][161][162]
- ترعى كيونت سباق فورميولا 1 في مصر.[163][164][165]

## الجوائز
حصدت كيونت خلال عام 2020 على ثلاث جوائز ذهبية من ماركوم في كل من فئة الفيديو المعلوماتي، فئة فيديو التواصل الاجتماعي، فئة الوسائط المطبوعة، وإشادة شرفية من ماركوم في فئة المشاركة في الوسائط الرقمية على الإنستغرام. كما حصلت على جائزة الأعمال الدولية، Stevie البرونزية في فئة الاستفادة من مواقع التواصل الاجتماعي من أجل نشر معلومات حول Covid-19، وجائزة الأعمال الرقمية عن جودة العمل وإنجازات الموزعين في مجال التسويق الشبكي، وجائزة Globee الذهبية عن أفضل حملة اتصالات أو علاقات عامة.
في 2021، حصدت كيونت ثلاث جوائز من Muse Creative Awards، فحصلت على الجائزة البلاتينية والذهبية لاثنين من مقاطع الفيديو الخاصة بها، بالإضافة إلى الفضية لمجلة كيونت.
في أغسطس 2023، حصلت مجموعة QI، الشركة الأم لكيونت على جائزة أفضل صاحب عمل للعام التاسع على التوالي في حفل توزيع الموارد البشرية في آسيا المقام في هونغ كونغ.
في 10 نوفمبر 2023، فازت كيونت بجائزتين من جوائز الأعمال الدولية ستيفي، لجهودها ومبادراتها في مكافحة تغير المناخ. وفي نوفمبر 2024، حصدت الشركة جائزة شركة البيع المباشر لهذا العام خلال منتدى تحالف التكنولوجيا في أفريقيا (AfriTECH) في نسخته الرابعة المنعقد في لاغوس.